# Graellsia galliaegloria
Graellsia galliaegloria är en fjärilsart som beskrevs av Charles Oberthür 1923. Graellsia galliaegloria ingår i släktet Graellsia och familjen påfågelsspinnare. Inga underarter finns listade i Catalogue of Life.